# بطولة أمريكا الجنوبية لألعاب القوى 1935
بطولة أمريكا الجنوبية لألعاب القوى 1935 هي النسخة الـ 9 من بطولة أمريكا الجنوبية لألعاب القوى. أقيمت في سانتياغو بتشيلي. تصدرت تشيلي جدول الميداليات برصيد 38 ميدالية منها 14 ذهبية.

## جدول الميداليات
| الترتيب | منتخب      | ذهبية | فضية | برونزية | المجموع |
| ------- | ---------- | ----- | ---- | ------- | ------- |
| 1       | تشيلي      | 14    | 13   | 11      | 38      |
| 2       | البرازيل   | 5     | 6    | 3       | 14      |
| 3       | الأرجنتين  | 3     | 2    | 1       | 6       |
| 4       | بيرو       | 2     | 2    | 2       | 6       |
| 5       | الأوروغواي | 0     | 1    | 6       | 7       |